# Autour de minuit (film)
Cet article concerne le film de Bertrand Tavernier. Pour le standard de jazz de Thelonious Monk, voir 'Round Midnight.
Pour les articles homonymes, voir Autour de minuit.
Pour plus de détails, voir Fiche technique et Distribution.
Autour de minuit (Round Midnight) est un film américano-français de Bertrand Tavernier, sorti en 1986. Il a été récompensé par le César du meilleur son, le César de la meilleure musique originale et l'Oscar de la meilleure musique en 1987.

## Synopsis
Dale Turner est un saxophoniste afro-américain qui vit à Paris dans les années 1950 à l'hôtel La Louisiane. Il devient l'ami d'un dessinateur français incompris, Francis Borler, qui essaie de le sortir de son alcoolisme.

## Fiche technique
- Titre original : Round Midnight
- Titre français : Autour de minuit
- Réalisation : Bertrand Tavernier, assisté de Frédéric Bourboulon
- Scénario : David Rayfiel, Bertrand Tavernier
- Traduction française : Colo Tavernier
- Décors : Alexandre Trauner
- Supervision artistique : Pierre Duquesne
- Costumes : Jacqueline Moreau
- Image : Bruno de Keyzer
- Son : Bernard Leroux, Claude Villand, Michel Desrois et William Flageollet
- Montage : Armand Psenny
- Musique : Herbie Hancock
- Production : Irwin Winkler
- Sociétés de production : Little Bear, Productions et éditions cinématographiques françaises (PECF)
- Société de distribution : Warner Bros. ()
- Pays de production :  France,  États-Unis
- Langues : anglais, français
- Format : Couleurs - 35 mm - 2,35:1 - Son Dolby stéréo
- Genre : drame, musical
- Format : Couleur - 2,35:1 - Dolby Digital - 35 mm (anamorphique)
- Durée : 133 minutes
- Date de sortie :
  - France : 24 septembre 1986
  - USA :
    - 30 septembre 1986 (Festival du film de New York)
    - 3 octobre 1986
- Classification :
  - France : tous publics[3]
  - USA : R (interdit aux moins de 17 ans, requiert un parent ou adulte)[4]

## Distribution
- Dexter Gordon : Dale Turner, saxophoniste
- François Cluzet : Francis Borler
- Gabrielle Haker : Bérangère, fille de Francis
- Sandra Reaves-Phillips : Buttercup
- Lonette McKee : Darcey Leigh
- Christine Pascal : Sylvie
- Herbie Hancock : Eddie Wayne
- Bobby Hutcherson : Ace
- Pierre Trabaud : le père de Francis
- Frédérique Meininger  : la mère de Francis
- Hart Leroy Bibbs : Hershell
- Liliane Rovère : Madame Queen
- Ged Marlon : Beau
- Benoît Régent : le psychiatre
- Victoria Gabrielle Platt : Chan Turner
- John Berry : Ben
- Martin Scorsese : Goodley
- Philippe Noiret : Redon
- Alain Sarde : Terzian
- Eddy Mitchell : l'ivrogne au bar du Blue Note
- Noël Simsolo
- Philippe Moreau
- Marcel Zanini : un spectateur du Blue Note

## Production
Le film, qui évoque de façon romancée la vie du saxophoniste Lester Young et du pianiste Bud Powell, est inspiré de la biographie de Powell, écrite par Francis Paudras en 1986, La Danse des infidèles.
Francis Paudras (de) (Francis Borler dans le film) était réellement l'ami de Bud Powell lors de son séjour prolongé à Paris dans les années 1950. D'une manière générale, le film suit le combat de Francis pour aider son ami Dale Turner, artiste incroyablement créatif et prolifique mais qui s'auto-détruit par l'alcoolisme, à sortir de cet enfer.
Bertrand Tavernier a choisi le saxophoniste Dexter Gordon, qui a réellement joué avec Bud Powell à Paris à la fin des années 1950, pour le rôle principal. Ce dernier a aussi contribué à corriger le script du film.
De nombreux autres musiciens de jazz font partie de la distribution comme Herbie Hancock, Freddie Hubbard, Bobby Hutcherson, John McLaughlin, Wayne Shorter, Bobby McFerrin, Chet Baker, Pierre Michelot et Eric Le Lann. La musique du film, signée par Herbie Hancock, a été filmée et enregistrée  en direct sur un magnétophone multipistes (24 pistes), une première en France.
Le générique du film est précédé de quelques images d'archives.
Le scénario a été rédigé en anglais avant d'être traduit en français par Bertrand et Colo Tavernier, d'où son titre original Round Midnight.
Le film a été tourné aux studios des Laboratoires Éclair à Épinay, pendant 10 semaines, dans les décors d'Alexandre Trauner.

## Distinctions

### Récompenses
- César 1987 :
  - Meilleure musique  pour Herbie Hancock
  - Meilleur son  pour Bernard Leroux, Claude Villand, Michel Desrois et William Flageollet
- Oscars 1987 : Oscar de la meilleure musique de film pour Herbie Hancock

### Nominations
- Oscars 1987 : Meilleur acteur pour Dexter Gordon
- César 1987 :
  - Meilleur montage pour Armand Psenny
  - Meilleurs décors pour Alexandre Trauner
- Golden Globes 1987 :
  - Meilleur acteur (Dexter Gordon)
  - Meilleure musique (Herbie Hancock)

## Bande originale
Enregistrement Live au Studio Eclair à Épinay-sur-Seine ; enregistrements supplémentaires au Studio Davout et au Studio Philippe Sarde.
| No  | Titre                            | Musique                                               | Durée |
| --- | -------------------------------- | ----------------------------------------------------- | ----- |
| 1.  | 'Round Midnight                  | Thelonious Monk, Bernie Hanighen, Cootie Williams     | 5:35  |
| 2.  | Body and Soul                    | Edward Heyman, Robert Sour, Frank Eyton, Johnny Green | 5:54  |
| 3.  | Bérangère's Nightmare            | Herbie Hancock                                        | 3:06  |
| 4.  | Fair Weather                     | Kenny Dorham                                          | 6:05  |
| 5.  | Una noche con Francis            | Bud Powell                                            | 4:22  |
| 6.  | The Peacocks                     | Jimmy Rowles                                          | 7:16  |
| 7.  | How Long Has This Been Going On? | Ira Gershwin, George Gershwin                         | 3:12  |
| 8.  | Rhythm-a-Ning                    | Thelonious Monk                                       | 4:11  |
| 9.  | Still Time                       | Herbie Hancock                                        | 3:50  |
| 10. | Minuit aux Champs-Elysées        | Henri Renaud                                          | 3:26  |
| 11. | Chan's Song (Never Said)         | Stevie Wonder, Herbie Hancock                         | 4:15  |

### Musiciens
- Freddie Hubbard : trompette (piste 8)
- Chet Baker : trompette et chant (piste 4)
- Wayne Shorter : saxophone soprano (piste 6), saxophone ténor (piste 5)
- Dexter Gordon : saxophone ténor (pistes 2, 5, 7 à 9)
- John McLaughlin (musicien) : guitare (pistes 2 et 3)
- Herbie Hancock : piano (pistes 1 à 7, 9 à 11)
- Cedar Walton : piano (piste 8)
- Bobby Hutcherson : vibraphone (pistes 5 et 8)
- Ron Carter : contrebasse (pistes 1, 8 et 11)
- Pierre Michelot : contrebasse (pistes 2 à 7, 9)
- Tony Williams : batterie (pistes 1, 8 et 11)
- Billy Higgins : batterie (pistes 2 à 7, 9)
- Bobby McFerrin : chant (pistes 1 et 11)
- Lonette McKee : chant (piste 7)